# Eiskogelhöhle
Die Eiskogelhöhle – ihre weiteren Eingänge heißen Eduard-Richter-Eishöhlen – liegt im Eiskogel im Tennengebirge  bei Werfenweng, Land Salzburg.

## Forschungsgeschichte
Eduard Richter entdeckte 1877 die Höhle bei der Durchsteigung der Eiskogel-Südwand, die beiden Eingänge dort nennt man heute Westliche und Östliche Eduard-Richter-Eishöhle. Mitglieder des Salzburger Höhlenvereins erkundeten 1924 erstmals den Westteil der Höhle. In der Folge scheiterten jedoch weitere Versuche zum Erreichen der Höhle. Nachdem Gustave Abel 1942 den Osteinstieg zur Höhle (Eiskogelhöhle) nahe der Tauernscharte nach einem Alleingang entdeckt hatte, schlossen sich im selben Jahre Erforschung und Vermessung aller wichtigen Höhlenteile an.
Das System Eiskogel-Richter-Höhle wird von der nahen Eiskogel-Tropfsteinhöhle (HK 1511/160) teilweise überlagert, ein Zusammenhang der beiden konnte aber bisher nicht nachgewiesen werden.
Bereits im Jahr 1947 stellte man die Höhle unter Denkmalschutz, sie ist heute besonders geschützte Höhle nach Salzburger Naturschutzgesetz. Der Landesverein für Höhlenkunde in Salzburg pachtete sie 1949 von den Bundesforsten, danach begannen erste touristische Führungen. Sie ist heute nur geführt zu besichtigen, und von der Söldenhütte in zwei Stunden zu erreichen.